# Štasfurtske soli
Štasfurtske soli su soli koje su nastale taloženjem iz nekadašnjeg mora. 
Ime su dobile prema njemačkom gradu Staßfurtu u Salzlandkreisu, jednim od sjedišta njemačke proizvodnje soli.
Mnogi minerali koji se nalaze u ovim solima sadržavaju magnezij. Tu su karnalit, kainit, kizerit, šenit.
Dio soli izvire u slanim izvorima. Ekonomski se eksploatira od 1839., a sustavno eksploatiranje slanih naslaga datira od 1856. godine. Prokopi su do dubine od 190, ali finije i čistiji slojevi nalaze se na dubinama većoj od 31 m ispod površine. Kamena se sol vadi eksplozivnom metodom. Osim kamene soli, naslage u Staßfurtu daju znatnu količinu higroskopne soli i ostalih proizvoda od soli, koji su potakli osnivanje brojnih kemijskih tvornica u gradu i obližnjem selu Leopoldshallu. Dio istog evaporita su i naslage potaše u istom gradu.